# Lima de Freitas
José Lima de Freitas (Setúbal, 22 de junho de 1927 – Lisboa, 5 de outubro de 1998) foi um pintor, desenhador e escritor português.

## Biografia / Obra

Duas Ilustrações para a Lírica de Camões, 1960, desenho, 21 x 28 cm cada

Lima de Freitas frequentou a Escola Superior de Belas Artes de Lisboa. Tendo aderido ao neorrealismo logo em 1946, iria desempenhar um papel importante e demorado no movimento através não apenas da sua obra plástica mas também da escrita, tornando-se numa voz ativa no questionamento das vias surrealistas e abstratas em afirmação na arte portuguesa nos anos de 1950. A opção neorrealista evoluiria ao longo da década seguinte para uma "arte espiritualizada de teor algo teosofante, totalmente arredada da fé neorrealista dos anos 40". 
Pintor e desenhador, na sua obra é de destacar a extensa atividade como ilustrador para publicações nacionais e estrangeiras. Viveu em Paris entre 1954 e 1959 e trabalhou para editoras norte-americanas; ilustrou romances de J. Conrad (Nova Iorque), Afonso Schmidt (Varsóvia) e inúmeros contos em revistas francesas, alemãs, espanholas, brasileiras, etc. Em Portugal assinalem-se as suas ilustrações para Dom Quixote, de Miguel de Cervantes, para Os Lusíadas e para a Lírica de Luís de Camões, ou para O Bobo de Alexandre Herculano.
Expôs coletivamente inúmeras vezes desde 1946, nomeadamente nas Exposições Gerais de Artes Plásticas (SNBA, Lisboa), nas I e II Exposições de Artes Plásticas da Fundação Calouste Gulbenkian, na II Bienal de S. Paulo, Brasil, etc. Realizou exposições individuais desde 1950, entre as quais: Sociedade Nacional de Belas Artes, Lisboa; Galeria de Março, Lisboa; Galeria do Diário de Notícias, Lisboa; Museu Regional de Évora; Galeria Divulgação, Porto; Galeria Abril de Madrid; etc.
Para além dos textos publicados em jornais, revistas ou catálogos de exposições, publicou títulos como Pintura incómoda (1965), Almada e o número (1977) e Imagens da imagem (1977).
Foi um respeitável Mestre da Maçonaria. Foi docente do IADE – Instituto de Arte e Decoração de Lisboa e Presidente da Comissão Instaladora do Teatro Nacional D. Maria II, que reabriu as portas ao público em Maio de 1978, após 14 anos de obras de reconstrução. Foi agraciado pela Câmara Municipal de Setúbal com a Medalha de Honra da Cidade. Recebeu as condecorações de Chevalier et Officier de L’Ordre du Mérite, atribuídas pelo Governo francês e o título de comendador da Ordem Militar de Sant'Iago da Espada (20 de junho de 1997).